# Daitrosister ecitonis
Daitrosister ecitonis är en skalbaggsart som först beskrevs av Bruch 1923.  Daitrosister ecitonis ingår i släktet Daitrosister och familjen stumpbaggar. Inga underarter finns listade i Catalogue of Life.